# Cheirostylis spathulata
Cheirostylis spathulata är en orkidéart som beskrevs av Johannes Jacobus Smith. Cheirostylis spathulata ingår i släktet Cheirostylis och familjen orkidéer. Inga underarter finns listade i Catalogue of Life.